# Gene Cipriano
Gene Fred Cipriano (New Haven (Connecticut), 6 juli 1928 – Los Angeles, 12 november 2022) was een Amerikaanse jazzmuzikant (saxofoon, klarinet, fluit, fagot, hoorn, hobo) en studiomuzikant.

## Biografie
Cipriano begon zijn carrière begin jaren 1940 als saxofonist in de swingbands van Tony Pastor en Tex Beneke, waarmee eerste opnamen ontstonden. In het volgende decennium speelde hij ook bij Tommy Dorsey, Ray Anthony, Pete Rugolo, John Towner Williams en Buddy Collette. Bovendien werkte hij mee bij opnamen van Patti Page, Keely Smith, Mel Tormé, Anita O'Day en Ella Fitzgerald. Vanaf de jaren 1960 was Cipriano overwegend werkzaam als studiomuzikant bij onder meer Frank Sinatra, Natalie Cole, Elvis Presley, Judy Garland, Rosemary Clooney, Frank Zappa (Lumpy Gravy) en talrijke filmmuziek van Henry Mancini, solistisch te horen in Hatari en Baby Elephant Walk en als muziekdouble van Tony Curtis in Billy Wilders Some Like It Hot.
Begin jaren 1960 nam hij onder zijn eigen naam het livealbum Gene Cipriano at the House of Cards (Conquest) op. Verder werkte hij op het gebied van de jazz tijdens deze periode mee bij opnamen van Cal Tjader, Erroll Garner, Miles Davis/Gil Evans (The Time of the Barracudas, 1963), Irene Kral, Johnny Mandel, Shorty Rogers, Carmen McRae, Thelonious Monk en Jean-Luc Ponty (King Kong: Jean-Luc Ponty Plays the Music of Frank Zappa). Tijdens de jaren 1970 en 1980 werkte hij onder andere met Alice Coltrane, Peggy Lee, Buell Neidlinger, Harry Nilsson, Prince (Parade) en Tom Waits.
Volgens Tom Lord was hij tussen 1947 en 2014 betrokken bij 145 opnamesessies. Cipriano werkte sinds 1959 mee bij bijna alle Academy Awards-shows. In 2006 bracht hij onder zijn eigen naam het album First Time Out uit.
Cipriano overleed op 94-jarige leeftijd in Studio City, een wijk in Los Angeles.
- Bibliothèque nationale de France: cb13935567m (data)
- Gemeinsame Normdatei: 1152415271
- International Standard Name Identifier: 0000 0001 1947 0609
- Library of Congress Control Number: no2001091570
- MusicBrainz: bdcd2057-1309-44fa-b16d-80f7bcbffaf0
- Virtual International Authority File: 16881617
- WorldCat: E39PBJrWFfFMbPHRkCjrBdk4bd